# Leucocoryne purpurea
Leucocoryne purpurea là một loài thực vật có hoa trong họ Amaryllidaceae. Loài này được Gay mô tả khoa học đầu tiên năm 1854.